# Saltillo (Mexico)
Saltillo is een stad in Mexico. Het is de hoofdstad van de staat Coahuila de Zaragoza. Saltillo heeft 621.270 inwoners (2005). In de agglomeratie wonen ongeveer 640.000 mensen, waardoor het de op twintig na grootste agglomeratie van Mexico is.
Belangrijke exportproducten uit Saltillo zijn tegels en stoffen. Saltillo heeft ook een belangrijke automobielindustrie. Onder andere General Motors en Chrysler hebben fabrieken in Saltillo.
De stad werd op 25 juli 1575 als Santiago del Saltillo gesticht. Later werd de stad hernoemd tot La Villa de San Esteban de la Nueva Tlaxcala, en migreerden veel Tlaxcalteken erheen. In 1827 werd Saltillo tot stad verheven. In 1847, tijdens de Amerikaans-Mexicaanse Oorlog, werd nabij Saltillo de Slag bij La Angostura gevochten. Benito Juárez maakte Saltillo tot hoofdstad van Coahuila.
Het vliegveld van Saltillo is de Plan De Guadalupe International Airport.
De stad is de zetel van het rooms-katholieke bisdom Saltillo.

## Stedenbanden
- Lansing (Verenigde Staten)
- Windsor (Canada)

## Geboren
- Roque González Garza (1885-1962), president van Mexico (1915)
- Rosario Ibarra (1927-2022), feministe, politiek activiste en politica